# Чешка на Светском првенству у атлетици у дворани 2022.
Чешка је учествовала на 18. Светском првенству у атлетици у дворани 2022. одржаном у Београду од 18. до 20. марта петнаести пут, односно учествовала је под данашњим именом на свим првенствима од 1993. до данас. Чешка је пријавила 12 такмичара (7 мушкараца и 5 жене), који су се такмичили у 9 дисциплина (5 мушких и 4 женске).,
На овом првенству такмичари Чешке нису освојили ниједну медаљу нити су остварили неки резултат.
У табели успешности према броју и пласману такмичара који су учествовали у финалним такмичењима (првих 8 такмичара) Чешка је са 3 учесника у финалу делила 22. место са 12 бодова.
| Плас. | Земља | 1. место | 2. место | 3. место | 4. место | 5. место | 6. место | 7. место | 8. место | Бр. финал. | Бод. |
| ----- | ----- | -------- | -------- | -------- | -------- | -------- | -------- | -------- | -------- | ---------- | ---- |
| =22.  | Чешка | 0        | 0        | 0        | 0        | 3        | 0        | 0        | 0        | 3          | 12   |

## Учесници
| Мушкарци: - Патрик Шорм — 400 м, 4х400 м - Павел Маслак — 400 м, 4х400 м - Филип Шнејдр — 800 м - Петр Свобода — 60 м препоне - Вит Мулер — 4х400 м - Тадеаш Плачек — 4х400 м - Томаш Стањек — Бацање кугле | Жене: - Ева Кубичкова — 60 м - Лада Вондрова — 400 м - Тереза Петржилкова — 400 м - Амалије Швабикова — Скок мотком - Дорота Скриванова — Петобој |

## Резултати

### Мушкарци
| Атлетичар                                        | Дисциплина   | Лични рекорд | Квалификације   | Квалификације | Полуфинале           | Полуфинале           | Финале                | Финале       | Детаљи |
| Атлетичар                                        | Дисциплина   | Лични рекорд | Резултат        | Место         | Резултат             | Место                | Резултат              | Место        | Детаљи |
| ------------------------------------------------ | ------------ | ------------ | --------------- | ------------- | -------------------- | -------------------- | --------------------- | ------------ | ------ |
| Патрик Шорм                                      | 400 м        | 45,41        | 46,49(.485) КВ  | 1. у гр. 3    | 46,55 КВ             | 3. у гр. 2           | 46,81                 | 5 / 24 (25)  |        |
| Павел Маслак                                     | 400 м        | 44,79        | 47,31           | 3. у гр. 5    | Није се квалификовао | Није се квалификовао | Није се квалификовао  | 18 / 24 (25) |        |
| Филип Шнејдр                                     | 800 м        | 1:45,56      | 1:49,29         | 1. у гр. 1    |                      |                      | Нису се квалификовали | 18 / 23 (24) |        |
| Петр Свобода                                     | 60 м препоне | 7,44 НР      | 7,59 КВ, ЛРС    | 1. у гр. 4    | 7,71                 | 7. у гр. 1           | Нису се квалификовали | 23 / 44 (46) |        |
| Патрик Шорм Вит Милер Тадеаш Плачек Павел Маслак | 4 х 400 м    | 3:04,09 НР   | 3:07,25 кв, НРС | 2. у гр. 2    |                      |                      | 3:07,98               | 5 / 12 (13)  |        |
| Томаш Стањек                                     | Бацање кугле | 22,17 НР     |                 |               |                      |                      | 19,93                 | 14 / 18      |        |

### Жене
| Атлетичарка        | Дисциплина  | Лични рекорд | Квалификације | Квалификације | Полуфинале            | Полуфинале            | Финале                | Финале       | Детаљи |
| Атлетичарка        | Дисциплина  | Лични рекорд | Резултат      | Место         | Резултат              | Место                 | Резултат              | Место        | Детаљи |
| ------------------ | ----------- | ------------ | ------------- | ------------- | --------------------- | --------------------- | --------------------- | ------------ | ------ |
| Ева Кубичкова      | 60 м        | 7,30         | 7,38(.379)    | 7. у гр. 6    | Нису се квалификовале | Нису се квалификовале | Нису се квалификовале | 36 / 46 (47) |        |
| Лада Вондрова      | 400 м       | 51,14        | 52,94         | 3. у гр. 3    | Нису се квалификовале | Нису се квалификовале | Нису се квалификовале | 18 / 28      |        |
| Тереза Петржилкова | 400 м       | 52,64        | 53,05(.050)   | 4. у гр. 2    | Нису се квалификовале | Нису се квалификовале | Нису се квалификовале | 21 / 28      |        |
| Амалије Швабикова  | Скок мотком | 4,55         |               |               |                       |                       | 4,45                  | 9 / 11       |        |

#### Петобој
| Дисциплина   | Дорота Скриванова | Дорота Скриванова | Дорота Скриванова | Дорота Скриванова | Дорота Скриванова | Дорота Скриванова |
| Дисциплина   | Лич. рек.         | Резултат          | Бод.              | Плас.             | Укупно            | Плас.             |
| ------------ | ----------------- | ----------------- | ----------------- | ----------------- | ----------------- | ----------------- |
| 60 м препоне | 8,42              | 8,47              | 1.024             | 9.                | 1.024             | 9.                |
| Скок увис    | 1,80              | 1,80 ЛР           | 978               | 7.                | 2.002             | 9.                |
| Бацање кугле | 13,42             | 12,90             | 721               | 8.                | 2.723             | 7.                |
| Скок удаљ    | 6,33              | 6,31              | 946               | 4.                | 3.669             | 5.                |
| 800 м        | 2:15,80           | 2:14,73 ЛР        | 897               | 6.                | 4.566             | 5.                |
| Петобој      | 4.560             |                   |                   |                   | 4.566 ЛР          | 5 / 10 (12)       |